# Curt Herrmann

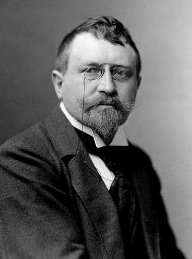
Curt Herrmann

Curt Hermann (n. el 1 de febrero de 1854 en Merseburgo; † 13 de septiembre de 1929 en Erlangen) fue un pintor alemán del impresionismo y el neoimpresionismo que fue miembro fundador de la Secesión de Berlín.

## Vida

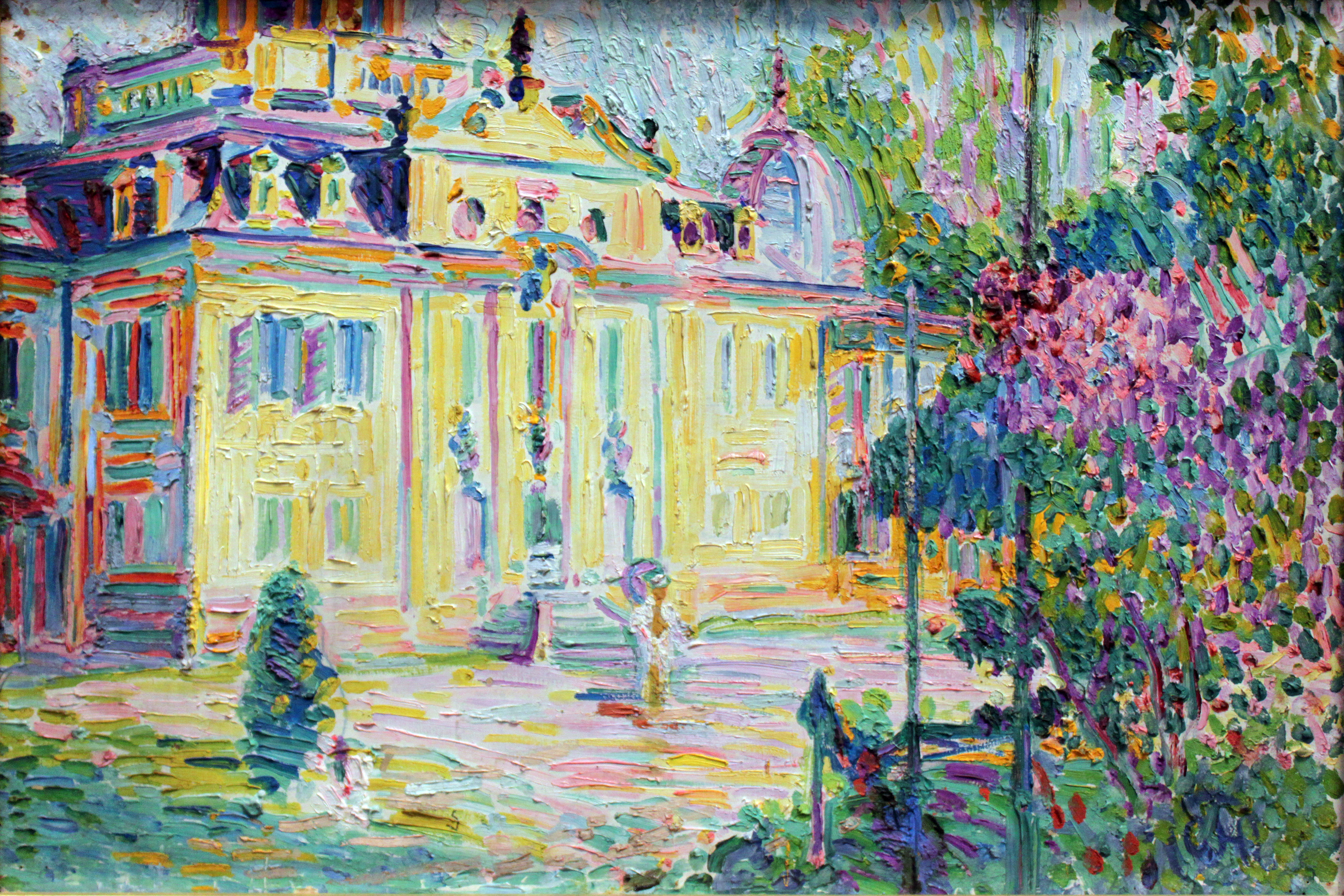
1912 Herrmann - Schloss Belvedere bei Weimar anagoria

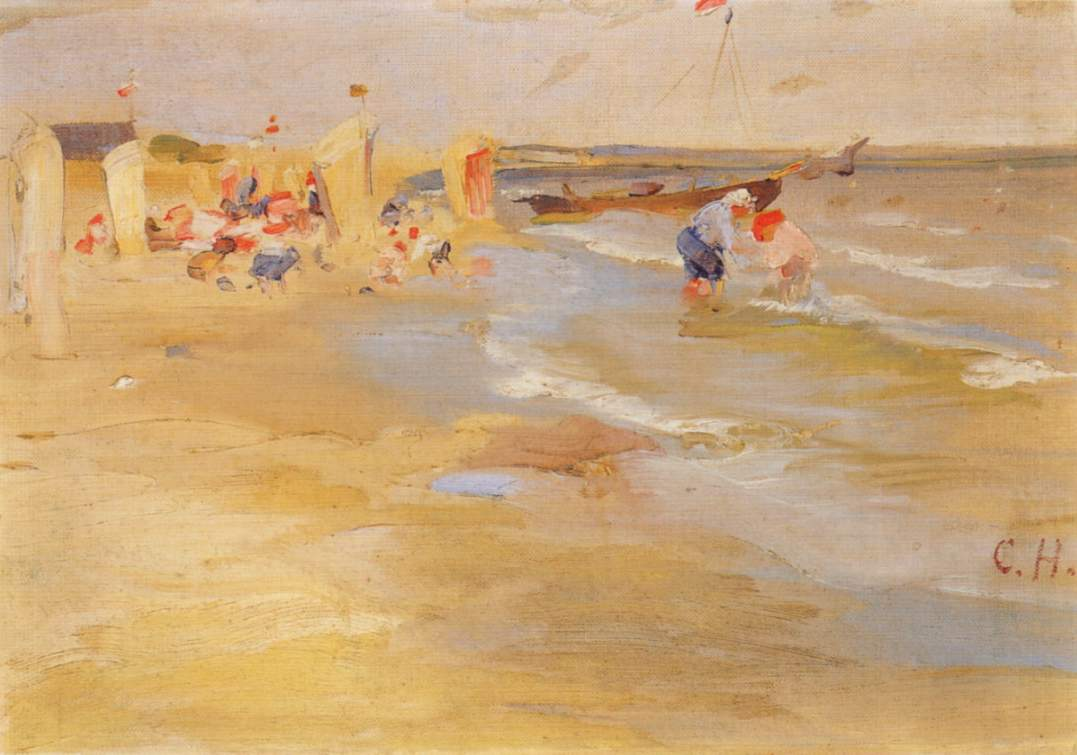
Curt Herrmann - Am Strand von Binz auf Rügen

Hugo Curt Herrmann fue el cuarto de los seis hijos de Johann Heinrich Herrmann (1813–1888), director de seguros, y Carolina Rosa Luise Herrmann, de soltera Heberer (1826-1908). Su hermano menor fue el arqueólogo Paul Herrmann (1859-1941). En 1870 la familia se trasladó a Berlín. Curt Herrmann abandonó la escuela sin título y en 1873 entró en el estudio de Carl Steffeck, con quien habían estudiado previamente Max Liebermann y Hans von Marées. Aunque hasta ese momento se había ocupado principalmente de pintar retratos y carecía de la autorización oficial de acceso, en 1884, a través del pintor de historia Wilhelm von Lindenschmit el Viejo. J. entró en la Academia de Múnich. Después de completar sus estudios en 1885, trabajó como retratista en Múnich. Allí fue amigo del crítico de arte e historiador Richard Muther durante años.

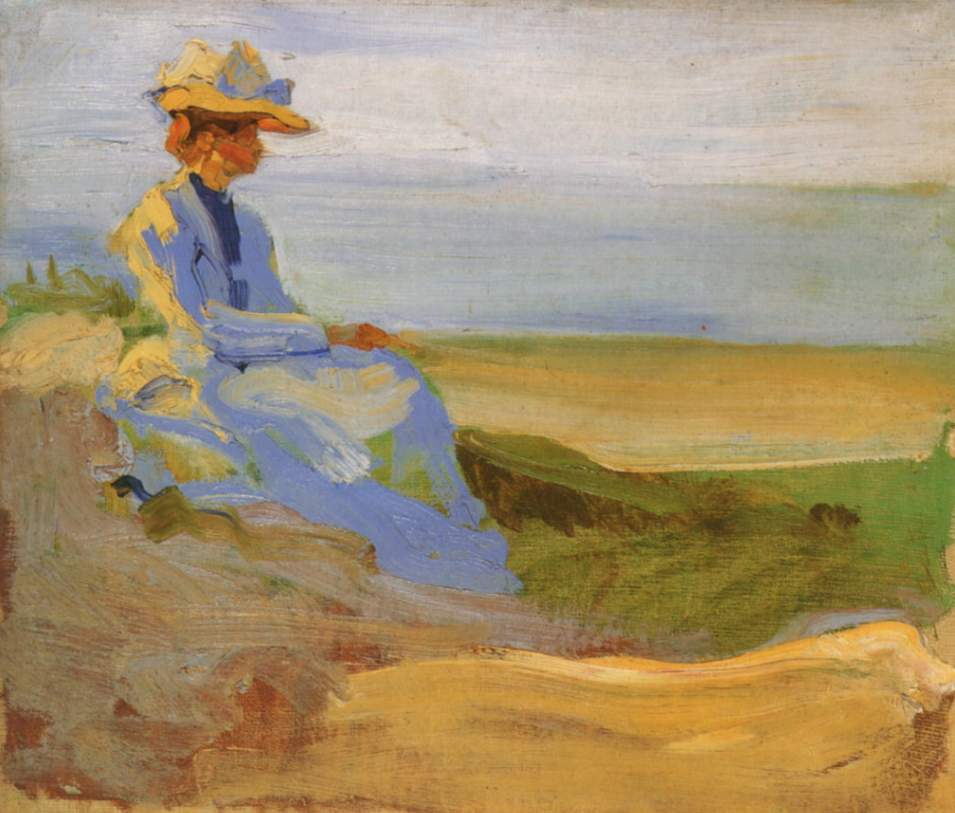
Curt Herrmann - Dame (Sophie Herrmann) in den Dünen von Binz auf Rügen

En 1893 Herrmann se trasladó a Berlín y abrió una escuela de dibujo y pintura para mujeres, que dirigió con interrupciones hasta 1903. Philipp Franck y Dora Hitz se unieron entonces a su círculo de amigos. En 1895, Sophie Herz (1872-1931) se convirtió en su alumna. En 1897 la pareja se casó.
Como artista y coleccionista, Curt Herrmann desempeñó un papel central en la vida artística de Berlín alrededor de 1900. En 1898 fue miembro fundador y miembro de la junta de la Secesión de Berlín y en 1903 de la Asociación Alemana de Artistas.

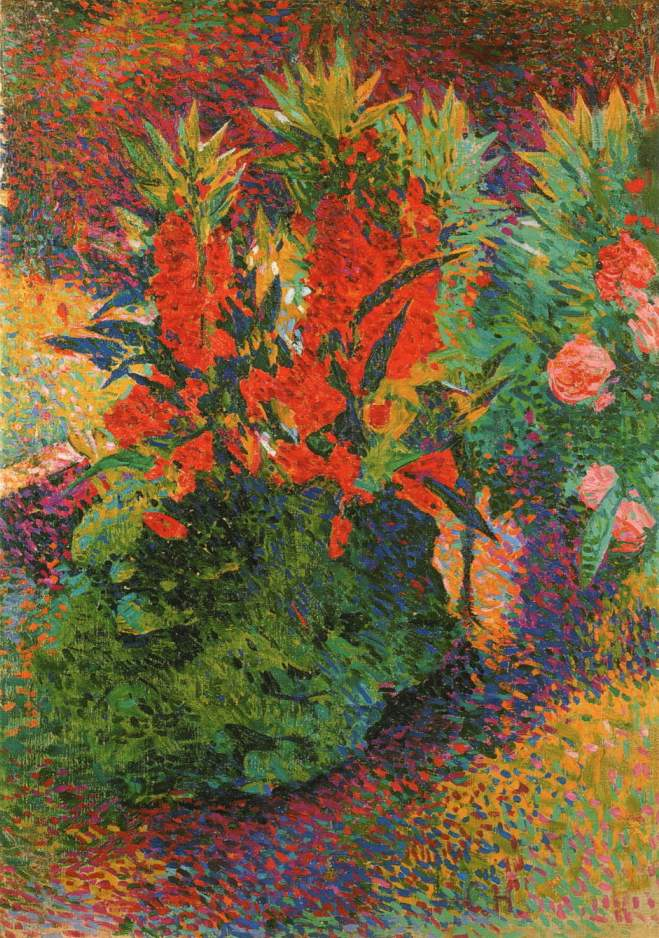
Curt Herrmann - Frühlingsblumen im Garten

En 1897, en su luna de miel en París y Bruselas, conoció a Henry van de Velde, con quien entabló una amistad de por vida. Esto lo introdujo en el neoimpresionismo y sus representantes más importantes, como Paul Signac, Henri Edmond Cross y Maximilien Luce, cuyas obras también coleccionó Herrmann. Van de Velde también amuebla los apartamentos Herrmann en Berlín. Durante estos años Herrmann estuvo en estrecho contacto con los pioneros del nuevo arte como Julius Meier-Graefe, Caesar Flaischlen y Harry Graf Kessler.
Gracias a la relación personal de Herrmann con Paul Signac, Théo van Rysselberghe y Maurice Denis, este se convirtió en un importante mediador del neoimpresionismo francés en Alemania. En 1902 animó al galerista y marchante Paul Cassirer a organizar una de las primeras exposiciones en Alemania con sus obras. En 1906 organizó una exposición especial de arte francés moderno dentro de la exposición anual de la Secesión de Berlín. Más tarde cuando la Secesión de Berlín se dividió en 1914, Herrmann se convirtió en miembro de la Secesión de Freie y fue su presidente entre 1914 y 1918.

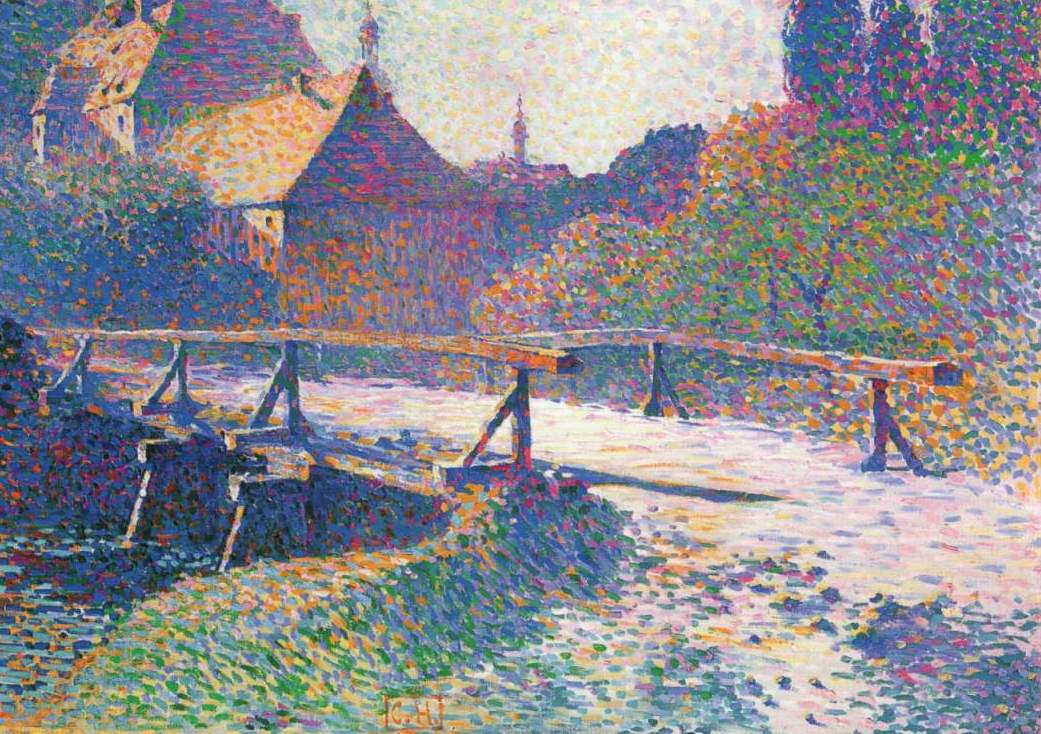
Curt Herrmann - Sommermorgen (Alte Holzbrücke in Pretzfeld)

A partir de 1900, Herrmann promovió a numerosos artistas jóvenes como Otto Hettner, Arthur Segal, Alexej von Jawlensky, Adolf Erbslöh o los miembros de la asociación de artistas Brücke invitándolos a diversas exposiciones y adquiriendo sus obras.
A partir de 1919, Herrmann pasó cada vez más tiempo en la finca del castillo de Pretzfeld en la Alta Franconia, que pertenecía a su suegra, y pronto le dio la espalda por completo a Berlín. A partir de 1923 estuvo cada vez más acosado por la depresión y tuvo que someterse a un largo tratamiento en Erlangen. Por ello dejó la pintura en 1923.
Los días 10 y 11 de noviembre de 1938, los nacionalsocialistas destruyeron la finca del castillo de Pretzfeld y quemaron públicamente una obra temprana central, un niño desnudo, por considerarla una representación supuestamente inmoral. El único hijo de Herrmann, el arquitecto Fritz Herrmann (1898–1983), ya estaba exiliado en Inglaterra con su familia en ese momento.

## Obra
De acuerdo con su época, Herrmann se involucró inicialmente en la pintura holandesa del siglo XVII, interesandose en Frans Hals y Rembrandt, cuyas obras copió. Hasta finales de la década de 1880 se concentró en la pintura de retratos, pero ya en Múnich se interesó por los paisajes y  descubrió por sí mismo la pintura al aire libre.
Sus cuadros de la década de 1890, pintados con pinceladas sueltas y colores brillantes, se convirtieron en un modelo para una generación más joven de artistas alemanes, como los artistas de la Asociación Scholle. A través de la experiencia del neoimpresionismo, Herrmann comenzó a pintar en el estilo del puntillismo, junto a su amigo Paul Baum, siendo uno de los primeros en Alemania. La naturaleza muerta y el paisaje de la gran ciudad aparecen entonces como motivos, junto al paisaje.
Alrededor de 1920, Herrmann pintó cada vez más bodegones de flores muy estilizados, que en algunos casos incluso se volvieron casi abstractos.
Las obras de Curt Herrmann se pueden ver principalmente en la Neue Galerie de Kassel. En la ciudad de Pretzfeld, en la Alta Franconia, cerca de Forchheim, tiene un museo privado, que se puede visitar con cita previa.

## Premios
- En 1917, Curt Herrmann recibió el título de profesor de la Royal Academy of Arts de Berlín.
- En 1924, a petición de Richard Hamann, la Universidad de Marburg le otorgó un doctorado honoris causa.

## Escritos propios
- La batalla por el estilo. Problemas de la pintura moderna. Berlín 1911.
- Curt Hermann. 1854-1929. Un pintor del modernismo en Berlín. Vol. 2, cartas. Editado por Thomas Föhl, ed. de Rolf Bothe. Berlín 1989.

## Enlaces web
- Bibliografía relacionada con Curt Herrmann en el catálogo de la Biblioteca Nacional de Alemania.
- historic-franken.de Museo Pretzfeld
- mz-web.de Periódico de Alemania Central, 6. Agosto de 2013, consultado el 2. junio 2021

## Galería

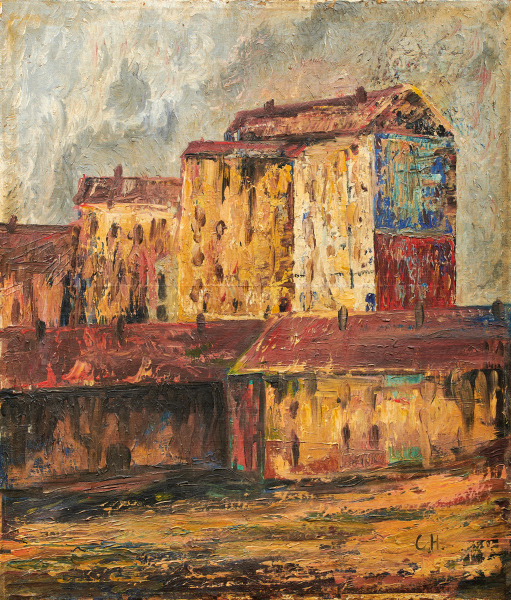
Curt Herrmann - Großstadthäuser
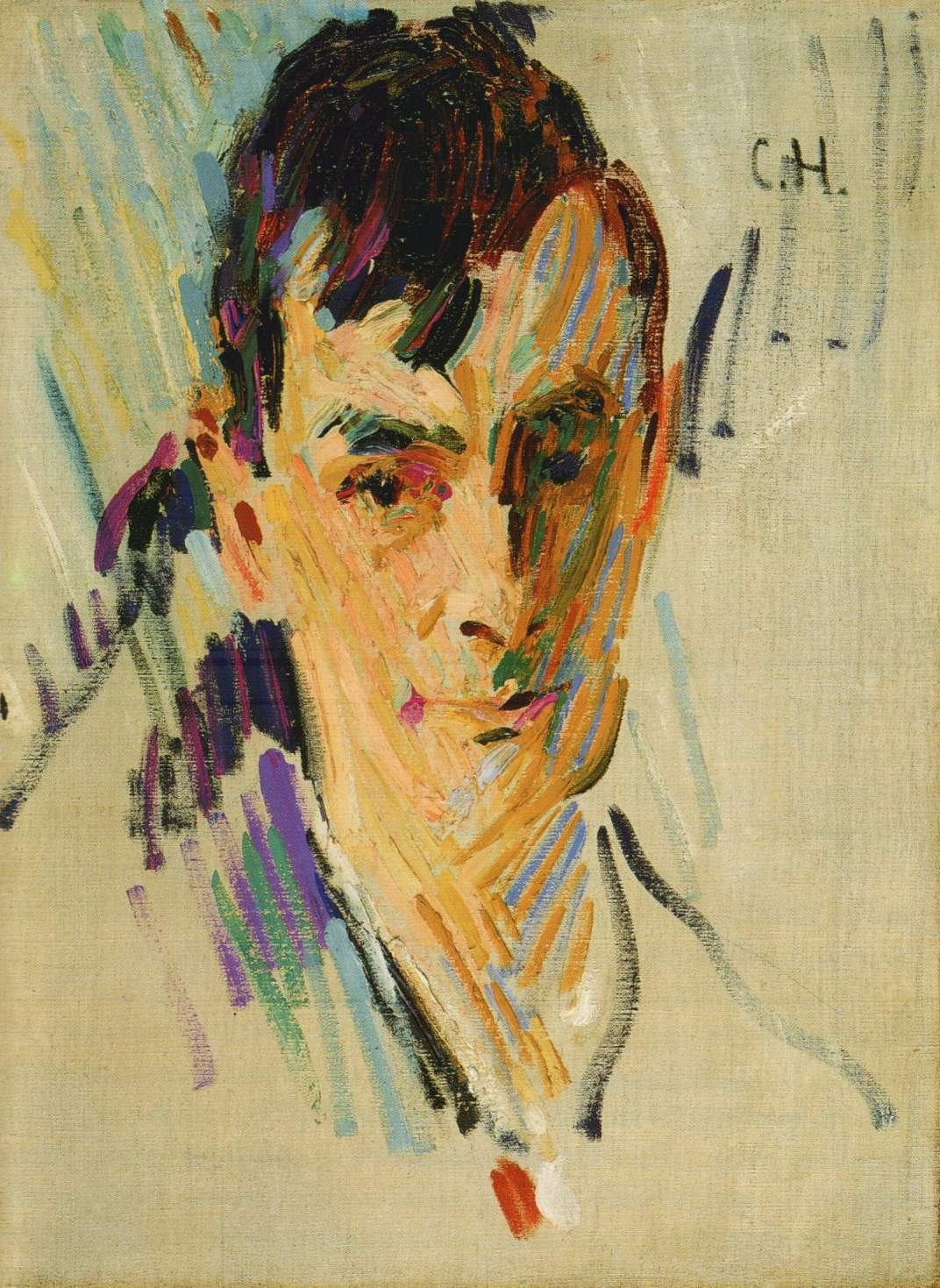
Curt Herrmann - Bildnis Otto Müller
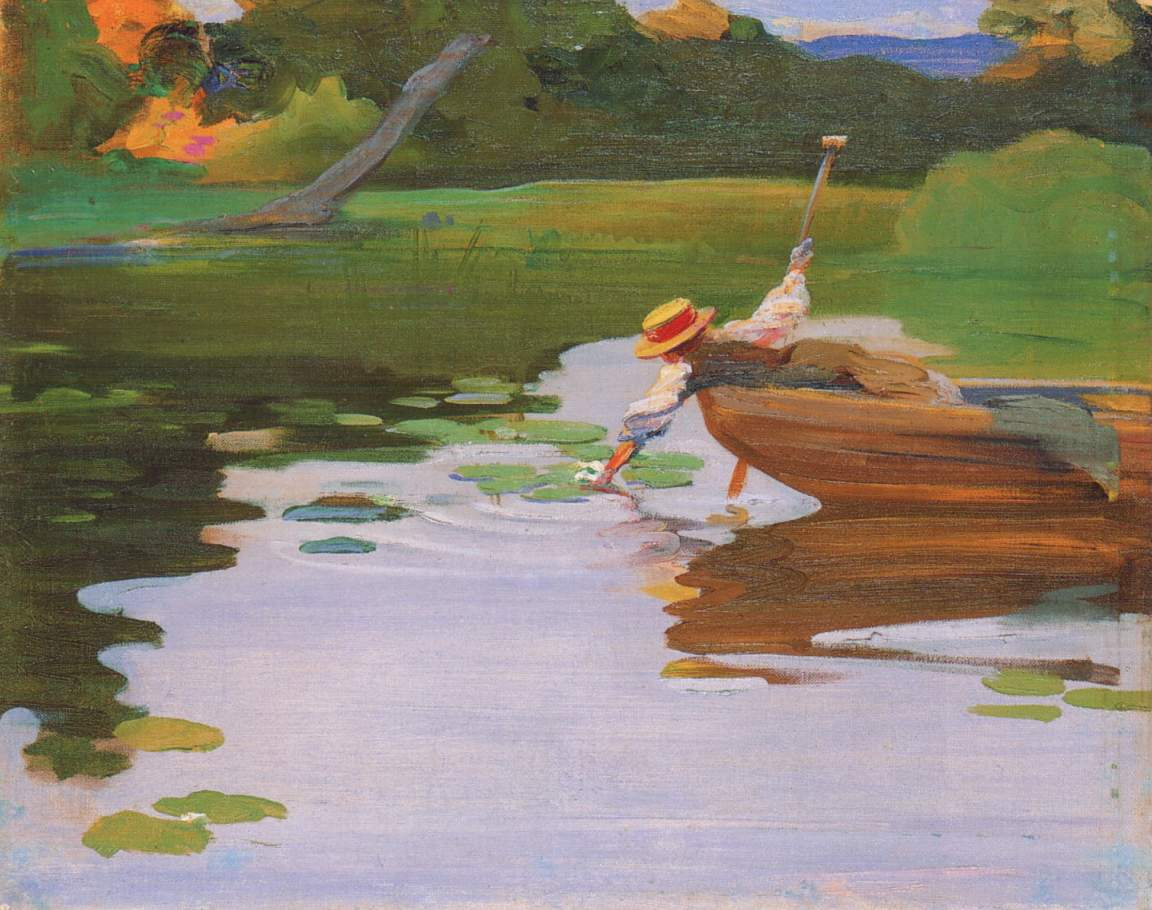
Curt Herrmann - Mädchen im Kahn
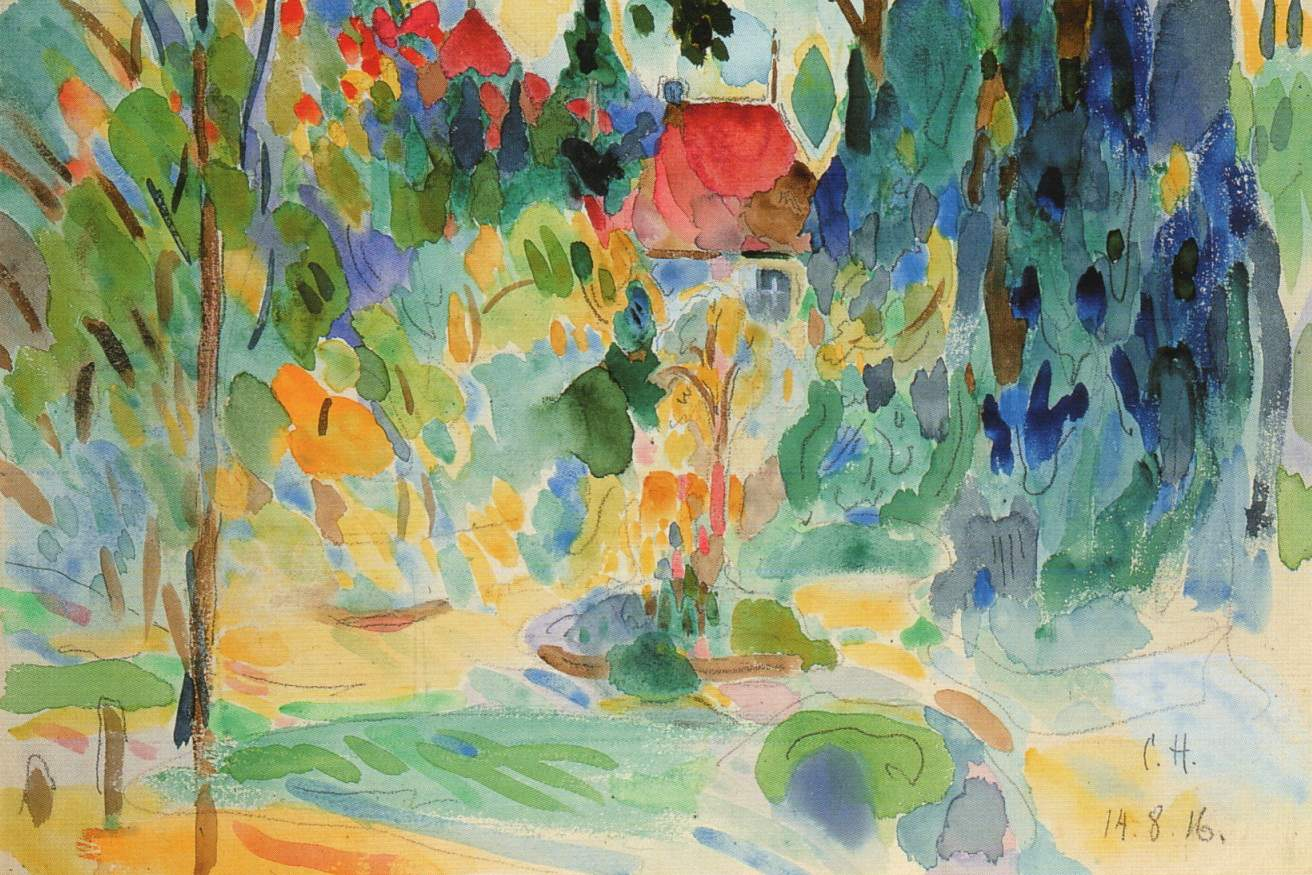
Curt Herrmann - Schloß Pretzfeld hinter Bäumen
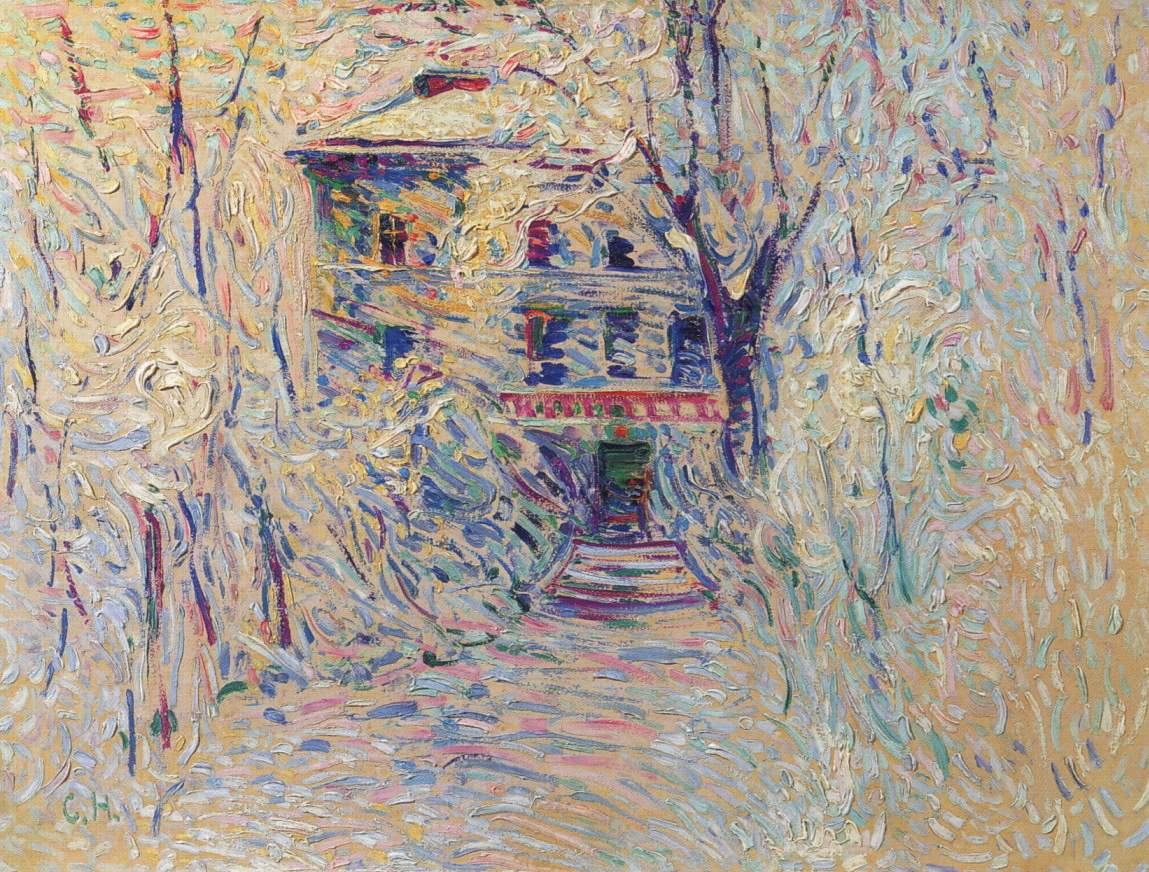
Curt Herrmann - Villa im winterlichen Park
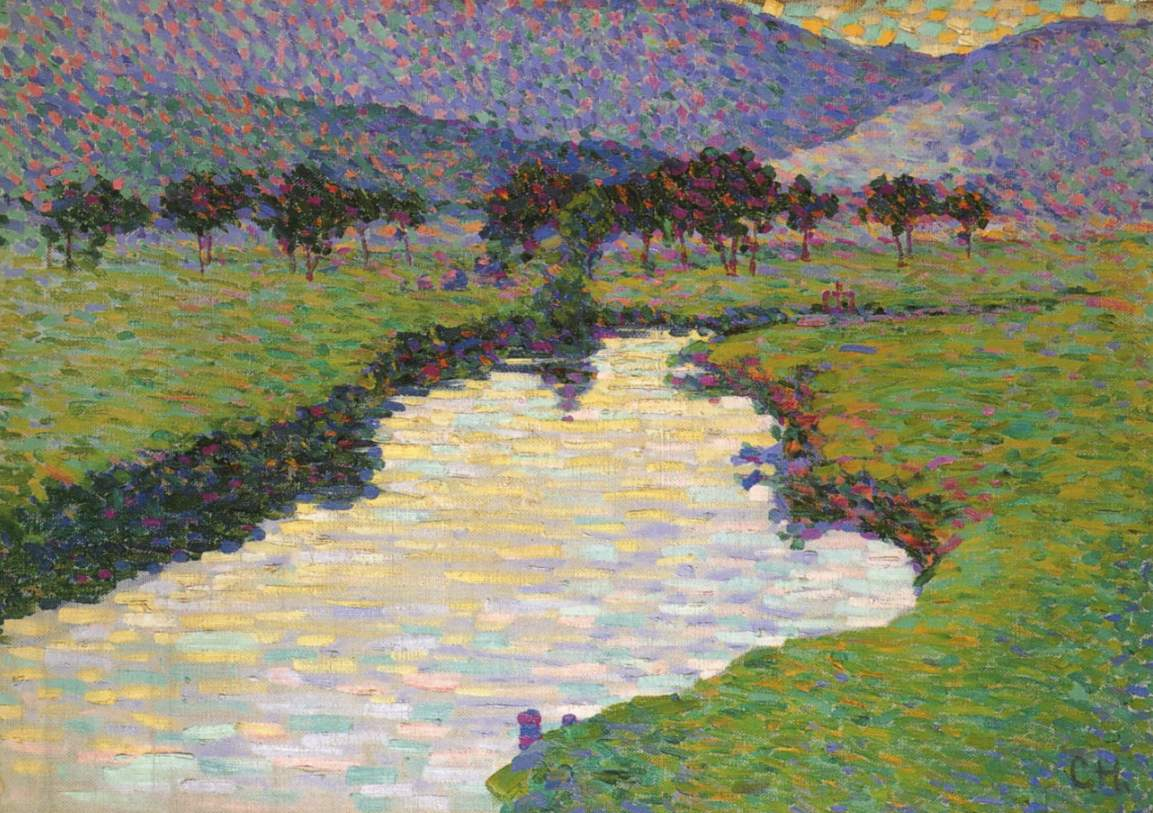
Curt Herrmann - Flußlandschaft bei Pretzfeld
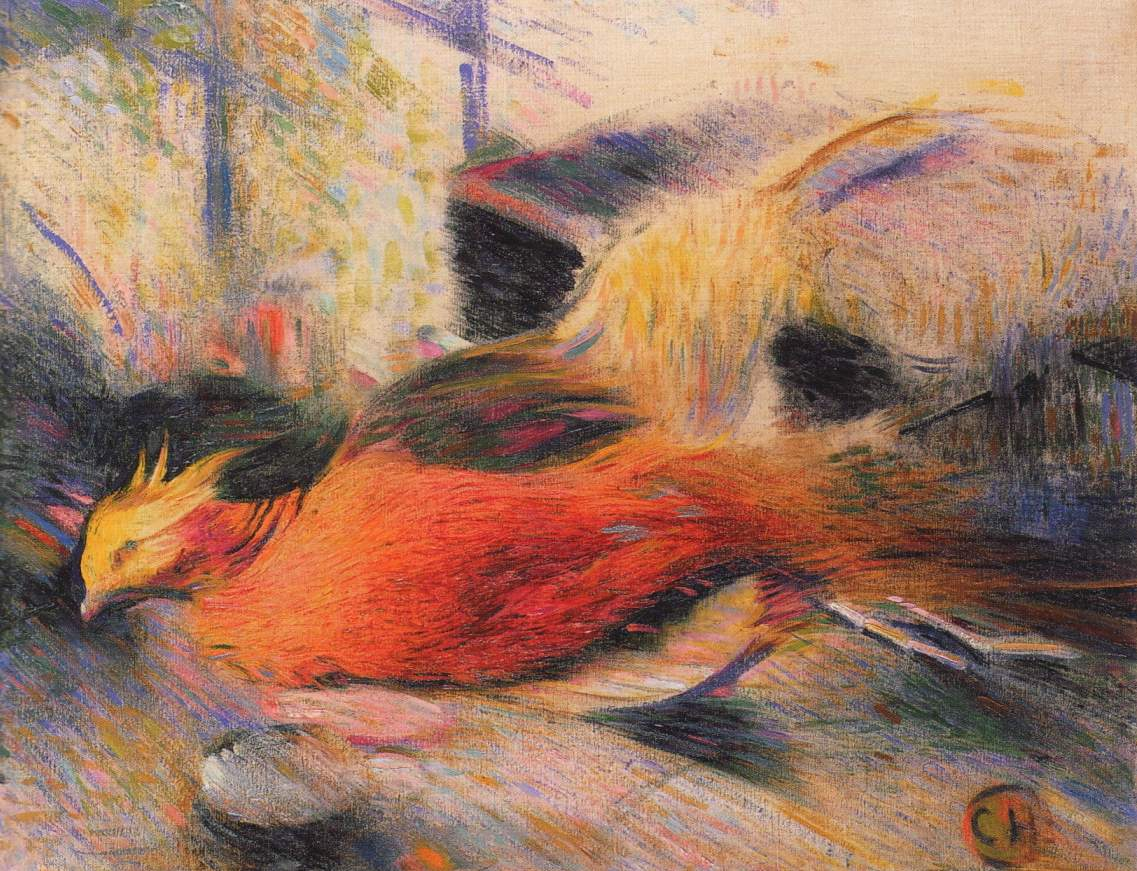
Curt Herrmann - Stilleben mit japanischem Goldfasan
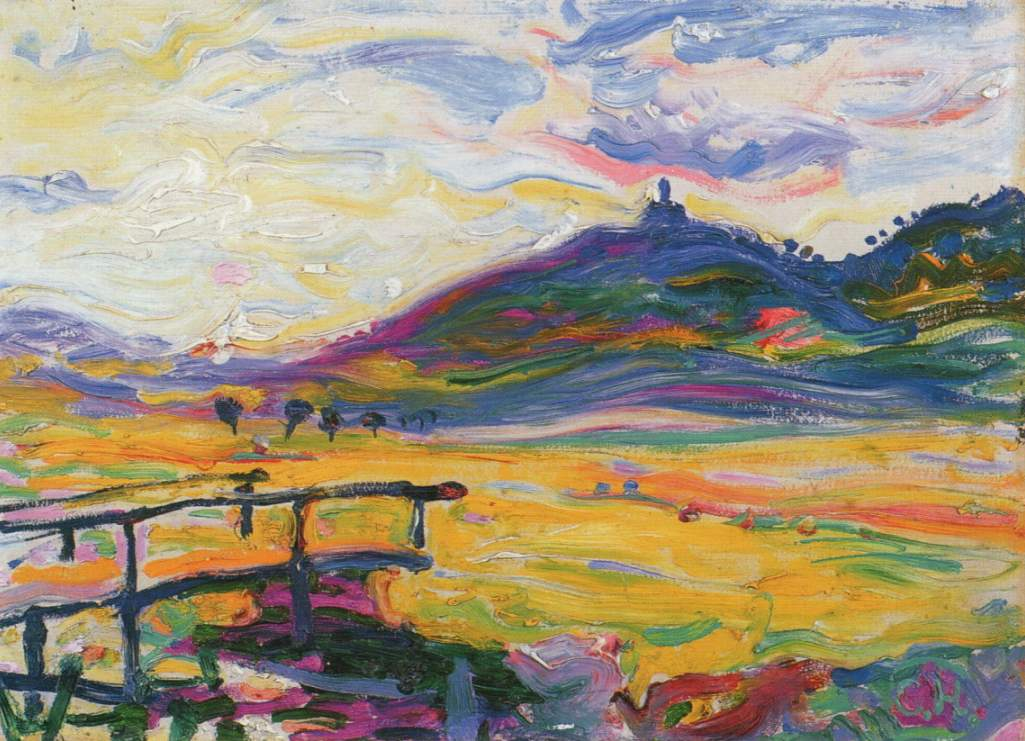
Curt Herrmann - Landschaft bei Pretzfeld
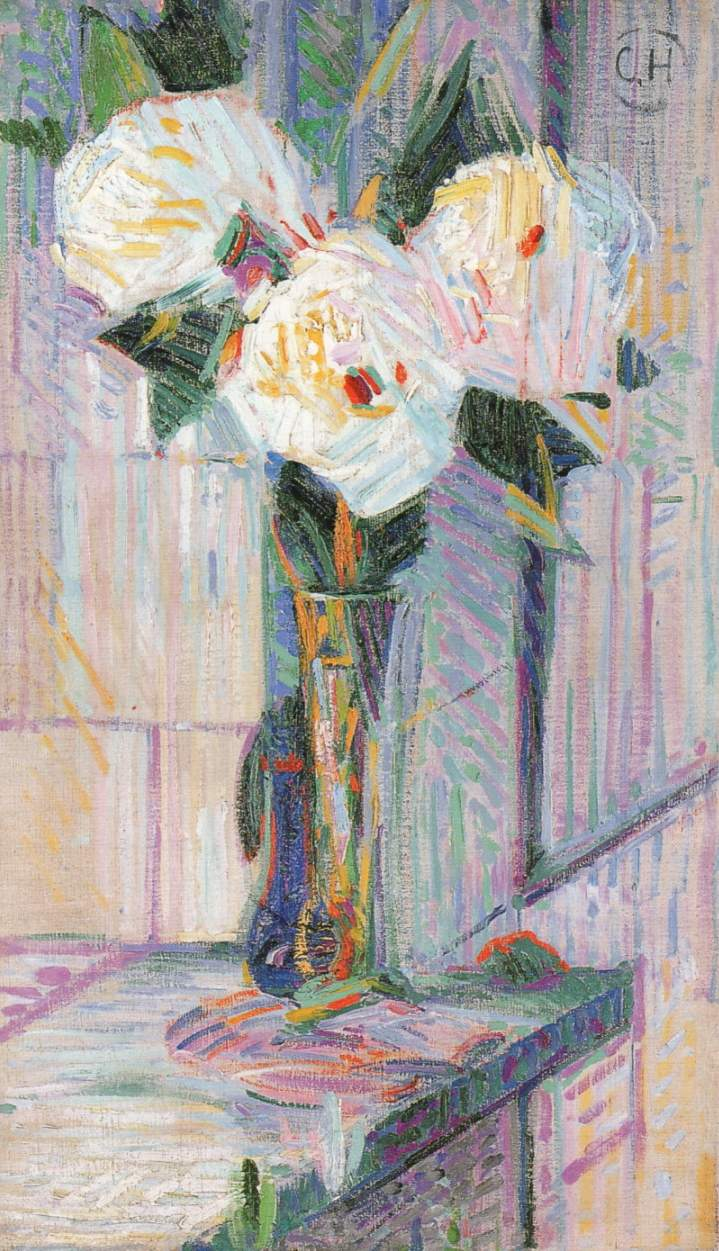
Curt Herrmann - Weiße Pfingstrosen in Glasvase
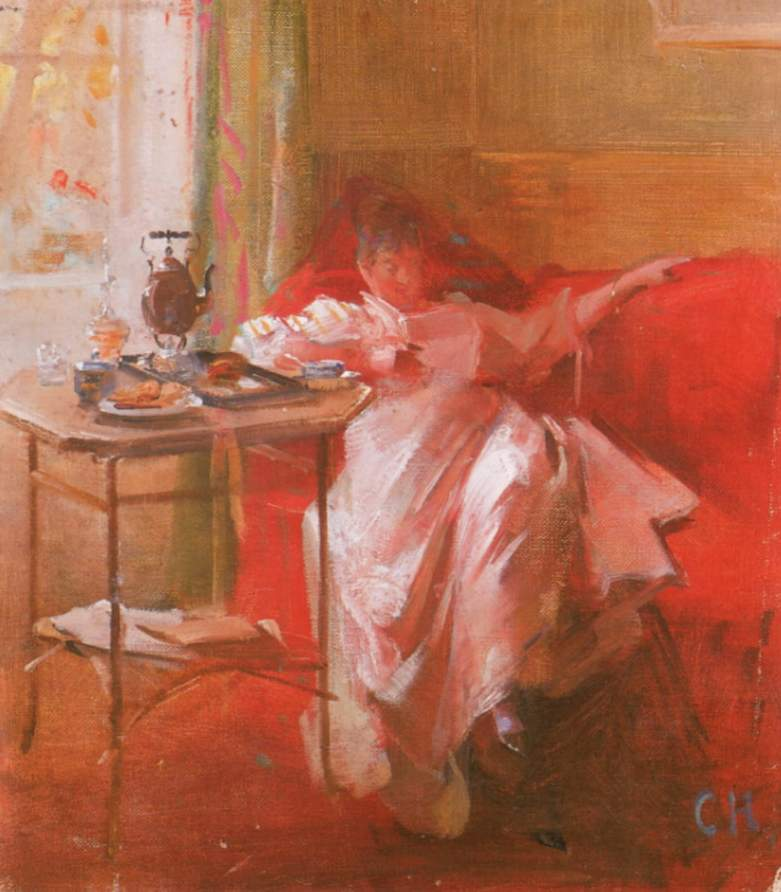
Curt Herrmann - Lesende Dame auf rotem Sofa
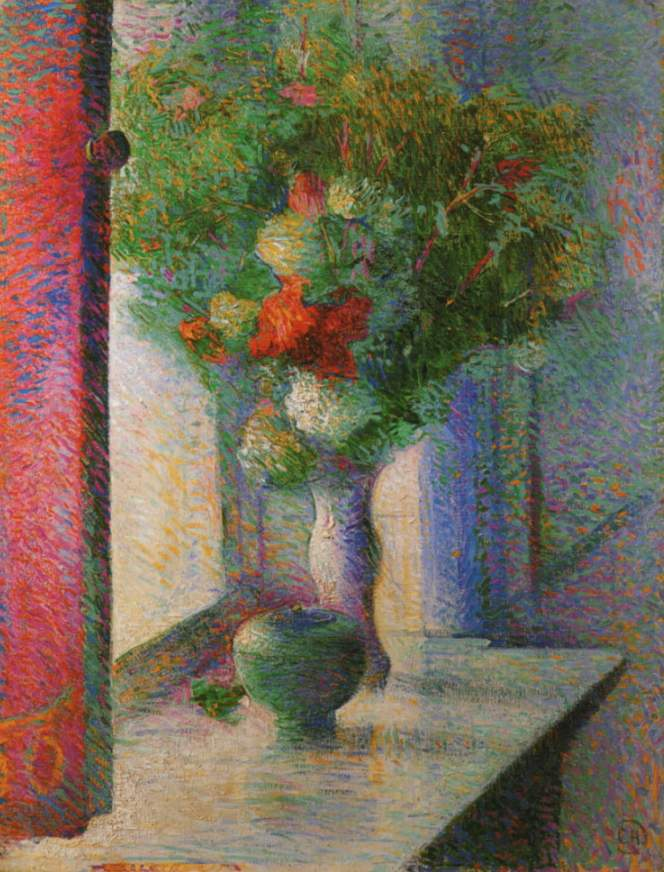
Curt Herrmann - Stilleben mit Blumenstrauß am Fenster
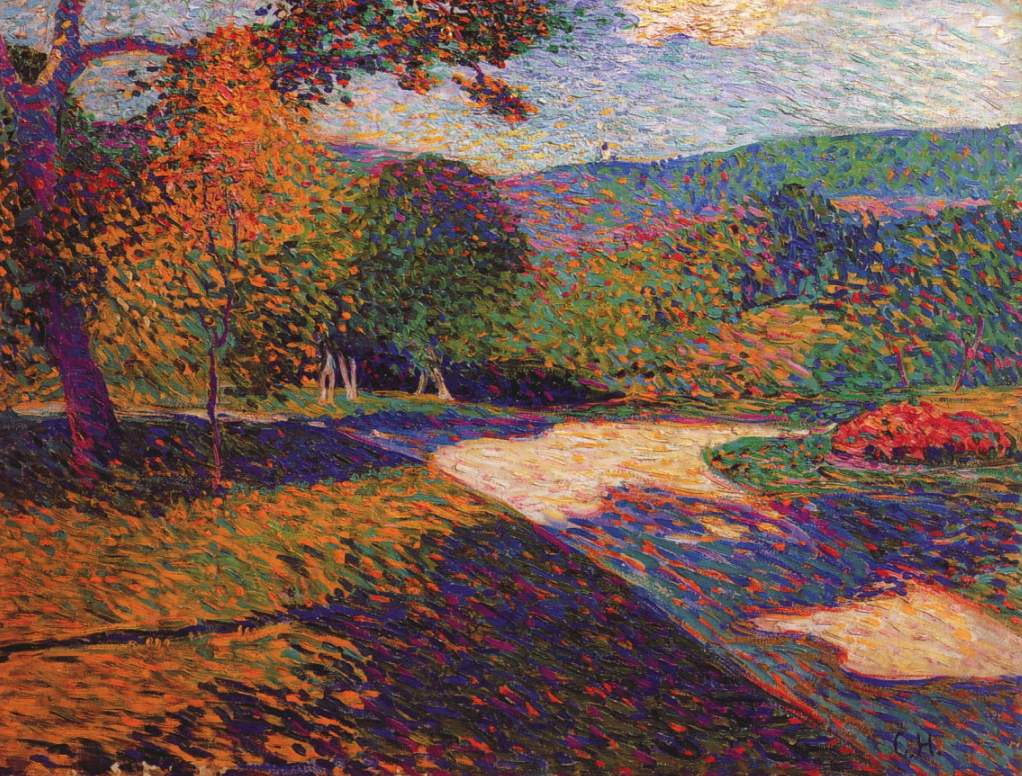
Curt Herrmann - Sommerlicher Parkweg mit Blick auf das Wiesenttal
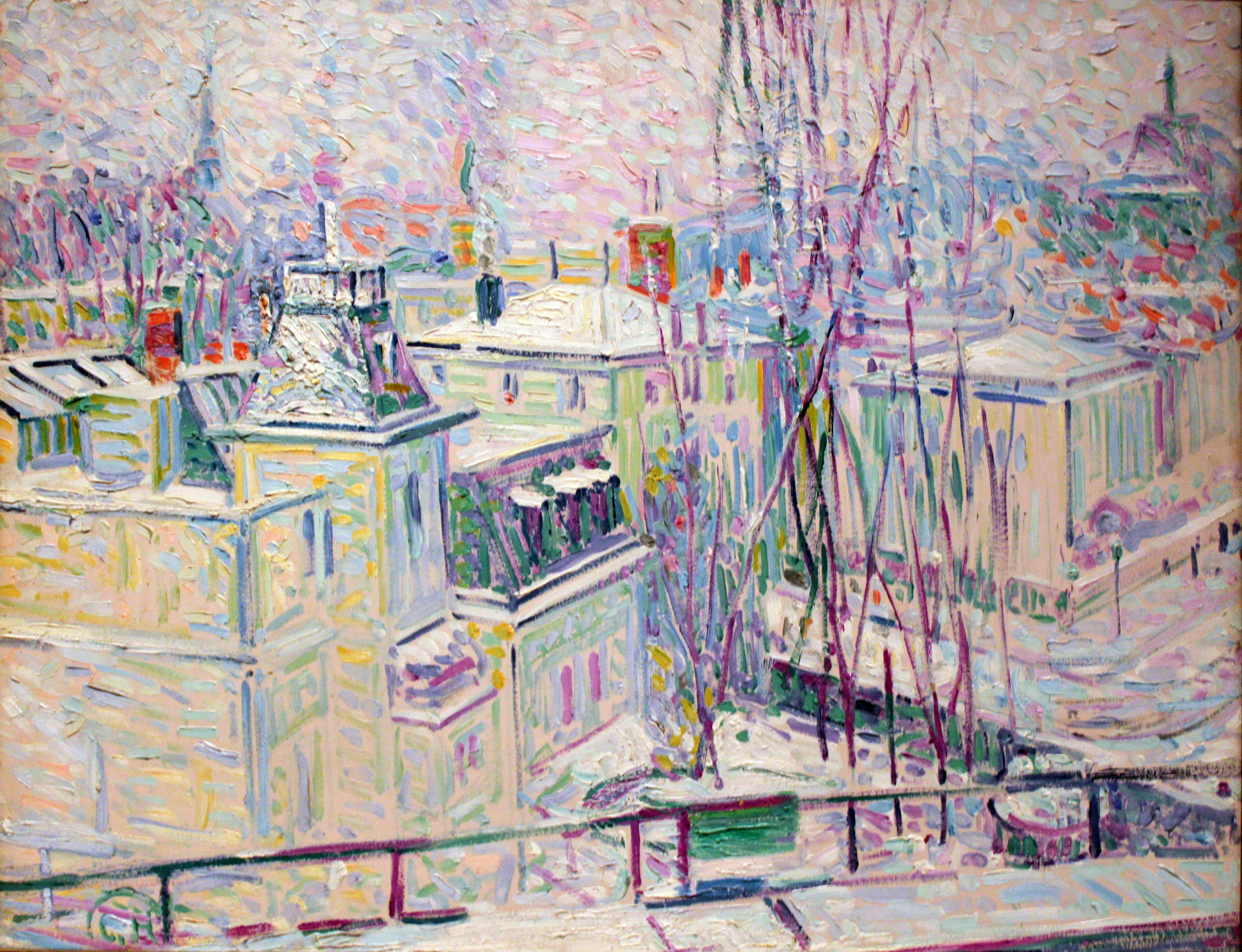
1908 Herrmann Beschneite Dächer anagoria